# Philorhizus ferranius
Philorhizus ferranius es una especie de escarabajo de la familia Carabidae.

## Distribución geográfica
Es endémica de El Hierro, islas Canarias (España).